# 奉公
奉公（ほうこう）とは、国家や朝廷のために一身をささげて尽くすこと。転じて、特定の主君・主人のために尽くすことも指す。

## 概要
元は国家の公事を奉行・奉仕することを指していたが、後に天皇や上皇、摂関家と言った特定の人物や家に奉仕することも指すようになった。武士が台頭すると、主君・主人に対する奉仕を意味するようになり、御恩とともに主従関係を構成する要素として考えられるようになった。
鎌倉幕府は「御恩と奉公」の関係の下で成立した政権であったとされる。鎌倉幕府を創始した源頼朝は伊豆国で挙兵して鎌倉を本拠地として関東地方を支配下に置いた際に、頼朝の流人時代あるいは挙兵当時から随っていた家人的な従者と関東平定時に随った家礼的な従者によって軍団が形成され、幕府の成立と共にそれは公的な主従関係へと移行した。
「鎌倉殿」と称された頼朝に随った武士たちは「御家人」と称され、守護・地頭への補任、朝廷の官職への推挙、本領安堵や新恩給与などの権利保護などの御恩を与える代わりに御家人に対して軍役をはじめとする御家人役の形によって忠誠と奉公を求めた。
御家人の奉公は恒常的な義務とされ、これを怠った場合にはそれまでの各種の御恩を剥奪された。その一方で、鎌倉殿の御恩は御家人の現状を維持（安堵）するのみでも成り立ち得た（必ずしも常に新たな御恩を与える必要はなかった）ため、実質的には鎌倉殿は御家人との間で片務的な主従関係を結ぶことができた。
その後、鎌倉幕府の支配が日本全国の武士に向けて広がっていく一方で、源氏嫡流の断絶によって鎌倉殿と御家人との間の個人的なつながりが希薄となると、組織としての鎌倉幕府と御家人との間の「御恩と奉公」へと変化していき、また本来は鎌倉幕府に仕える御家人であった北条氏が執権として幕府の実権を掌握すると、その内容も希薄化していった。
特に北条氏の嫡流である得宗との間で「御恩と奉公」の関係を結ぶ御内人が幕府内部にも進出してきたことは、その傾向に拍車をかけた。鎌倉幕府の法律書である『沙汰未練書』には、「外様者将軍家奉公地頭御家人等事也」「御内トハ相模守殿御内奉公人事也」と記され、鎌倉殿と「御恩と奉公」の関係にない陪臣である御内人（ただし諏訪氏のように御内人の中には御家人を兼ねていた者もいる）が幕府で一定の地位を占める現状を示している。
だが、それによって外様として幕府の中央から排除された御家人たちの不満を高め、鎌倉幕府の滅亡をもたらした元弘の乱の際には多くの御家人は中立もしくは倒幕側に回り、北条氏ならびに同氏と「御恩と奉公」の関係にあった御内人が幕府の滅亡と運命を伴にすることとなった。なお、北条氏における御内人と同じようにそれ以外の御家人にも「御恩と奉公」の関係にある従者は存在していた。だが、その多くは私的関係に留まっており、幕府や北条氏における従者との主従関係と比較すると、より従属性の強いものであった。
その後も、奉公の概念は継続されるが、室町幕府期には「御恩と奉公」の関係は双務的に近くなり、反対に江戸幕府期には朱子学の影響によって片務的な色彩が強まるとともに、民間の商人や農民の間でも「奉公人」（ほうこうにん）と呼ばれる身分が成立するようになった。